# Aloe buettneri
Aloe buettneri ist eine Pflanzenart der Gattung der Aloen in der Unterfamilie der Affodillgewächse (Asphodeloideae). Das Artepitheton buettneri ehrt den deutschen Botaniker Oskar Alexander Richard Büttner, der von 1890 bis 1891 in Togo eine Forschungsstation leitete.

## Beschreibung

### Vegetative Merkmale
Aloe buettneri wächst stammlos, ist einfach oder verzweigt selten von der Basis aus und bildet dann kleine Gruppen. Ihre Basis ist gegen Ende der Wachstumsperiode vergrößert und bildet eine Zwiebel. Die etwa zehn dreieckigen Laubblätter bilden Rosetten und sterben während der Trockenzeit für gewöhnlich ab. Die grüne, undeutlich linierte Blattspreite ist 35 bis 55 Zentimeter lang und 5 bis 15 Zentimeter breit. Auf ihr befinden sich gelegentlich einige wenige zerstreute, weißliche Flecken. Die Blattoberfläche ist glatt. Der sehr schmale Blattrand ist weiß bis hellrosafarben und knorpelig. Die festen Zähne am Blattrand sind 3 bis 4 Millimeter lang und stehen 10 bis 15 Millimeter voneinander entfernt. 

### Blütenstände und Blüten
Der Blütenstand besteht aus drei bis fünf Zweigen und erreicht eine Länge von 70 bis 90 Zentimeter. Die ziemlich dichten, zylindrisch-konischen bis fast kopfigen Trauben sind 15 Zentimeter lang und 7 Zentimeter breit. Die deltoid-spitzen oder lanzettlich spitz zulaufenden Brakteen weisen eine Länge von 10 bis 15 Millimeter auf und sind 6 bis 8 Millimeter breit. Die grünlich gelben bis trübroten Blüten stehen an 20 bis 25 Millimeter langen Blütenstielen. Die Blüten sind 38 Millimeter lang und an ihrer Basis gerundet. Auf Höhe des Fruchtknotens weisen die Blüten einen Durchmesser von 9 bis 11 Millimeter auf. Darüber sind sie auf 6 bis 8 Millimeter verengt, dann auf 9 bis 11 Millimeter erweitert und schließlich zur Mündung erneut verengt. Ihre äußeren Perigonblätter sind auf einer Länge von 12 bis 13 Millimetern nicht miteinander verwachsen. Die Staubblätter und der Griffel ragen bis zu 1 Millimeter aus der Blüte heraus.

### Genetik
Die Chromosomenzahl beträgt {\displaystyle 2n=14}.

## Systematik und Verbreitung
Aloe buettneri ist in Benin, Burkina Faso, Ghana, Mali, Nigeria und Togo auf Grasland und in Savannen-Waldland  bis in Höhen von 1800 Metern verbreitet.
Die Erstbeschreibung durch Alwin Berger wurde 1905 veröffentlicht.
Synonyme sind Aloe barteri Baker (1880), Aloe paedogona A.Berger (1906), Aloe barteri var. dahomensis A.Chev. (1952, nom. inval. ICBN-Artikel 36.1), Aloe barteri var. sudanica A.Chev. (1952, nom. inval. ICBN-Artikel 36.1) und Aloe barteri var. paludicola A.Chev. (1952, nom. inval. ICBN-Artikel 36.1).

## Nachweise